# UFC Fight Night: Florian vs. Gomi
UFC Fight Night: Florian vs. Gomi foi um evento de artes marciais mistas promovido pelo Ultimate Fighting Championship, ocorrido em 31 de março de 2010 no Bojangles Coliseum em Charlotte, North Carolina

## Antecedentes
Inicialmente Cole Miller foi escalado para lutar contra Andre Winner, mas foi forçado a se retirar devido a uma lesão e foi substituído por Rafaello Oliveira.